# 格式化对象处理器
格式化对象处理器（英語：Formatting Objects Processor，缩写FOP，亦称Apache FOP）是一个将XSL-FO（XSL格式化对象）文件转换成PDF或其他可打印格式的Java应用程序。FOP最初是由James Tauber开发的，并于1999年捐赠给Apache软件基金会。它是Apache XML图形项目的一部分。
FOP是开源软件，在Apache许可证2.0版下分发。

## 主要局限
XSL-FO 1.1版所加入的最重要的元素（流图、表标记、索引等等）都无法使用。
此外，仍然不支持XSL-FO 1.0版的部分特性，包括自动表格布局、浮动布局等。

## 输入格式
Apache FOP支持XSL-FO中嵌入的大量的图像格式（通过<fo:external-graphic>元素）。包括：
- SVG
- PNG
- BMP位图
- PostScript（以EPS为扩展名）
- JPEG
- 一些TIFF格式

Apache FOP 没有实现<fo:float>元素。

## 输出格式
Apache FOP支持如下的输出格式：
- PDF（最佳输出格式），也包括PDF/X（英语：PDF/X）和PDF/A（有一些限制）[2]
- ASCII文本传真
- PostScript
- 直接打印输出(PCL)
- AFP（先进功能演示（英语：Advanced Function Presentation））
- RTF
- Java2D（英语：Java2D）/AWT显示、打印，页面重定向到PNG和TIFF

如下格式实现中：
- MIF
- SVG